# Tetsuya Yamaoka
Tetsuya Yamaoka (japanisch 山岡 哲也 Yamaoka Tetsuya; * 4. März 1990 in Toyonaka, Präfektur Osaka) ist ein japanischer Fußballspieler.

## Karriere
Tetsuya Yamaoka erlernte das Fußballspielen in der Schulmannschaft der Gonokawa High School und der Universitätsmannschaft der Kokushikan-Universität. Seinen ersten Vertrag unterschrieb er 2012 bei Sagawa Printing (SP Kyoto FC). Der Verein spielte in der dritthöchsten Liga des Landes, der damaligen Japan Football League. Für den Verein absolvierte er 84 Ligaspiele. 2016 wechselte er zum Drittligisten Kagoshima United FC. 2018 wurde er mit dem Verein Vizemeister der dritten Liga und stieg in die zweite Liga auf. Für den Verein absolvierte er 49 Ligaspiele. 2020 wechselte er nach Kariya zum Viertligisten FC Kariya.